# سیرو ریوس
سیرو ریوس (انگلیسی: Ciro Rius؛ زادهٔ ۲۷ اکتبر ۱۹۸۸) بازیکن فوتبال اهل آرژانتین است.
از باشگاه‌هایی که در آن بازی کرده‌است می‌توان به باشگاه فوتبال گودوی کروز و باشگاه فوتبال آرژانتینوس جونیورز اشاره کرد.